# دیکسونویل (آلاباما)
دیکسونویل (به انگلیسی: Dixonville) یک منطقهٔ مسکونی در ایالات متحده آمریکا است که در آلاباما واقع شده‌است. دیکسونویل ۸۵٫۹۵ متر بالاتر از سطح دریا واقع شده‌است.